# 瘦長人刺傷案
2014年5月31日，在美國威斯康辛州沃基肖郡，兩名12歲女學生愛妮莎·E·懷爾（Anissa E. Weier）、摩根·E·蓋瑟（Morgan E. Geyser）在公園樹林裡襲擊了同齡女同學佩頓·路特娜（Payton Leutner），刺了路特娜19刀，而後離去。路特娜爬到路旁獲救，6天後出院。這起案件起因於懷爾與蓋瑟對網路虛構角色瘦長人的著迷，且兩人都患有精神方面的疾病。
懷爾與蓋瑟最初被以成人的身份依一級蓄意謀殺罪起訴，但因精神狀況無法接受審判，審判延期了1年多。2017年8月21日，已經15歲的懷爾承認自己犯下了二級謀殺罪。同年12月，法官裁決懷爾必須監禁在精神病院中接受治療，而蓋瑟則在2018年2月定罪，被判監禁在威斯康辛精神病院40年。
該起案件在美國引起不小的騷動，懷爾與蓋瑟接觸瘦長人的管道Creepypasta Wiki被全沃基肖郡學區封鎖，也引發眾人對網際網路的爭論，以及對瘦長人電影《瘦魔人》的反彈。威斯康辛州州長史考特·沃克將2014年8月13日訂為「紫色治癒之心日」（Purple Hearts for Healing Day），紀念這起案件的受害者。一些影劇從這起事件汲取了靈感，如電視劇《法網遊龍：特案組》等。HBO影業製作了一部根據該事件改編的記錄片《當心瘦長人》。

## 背景與動機

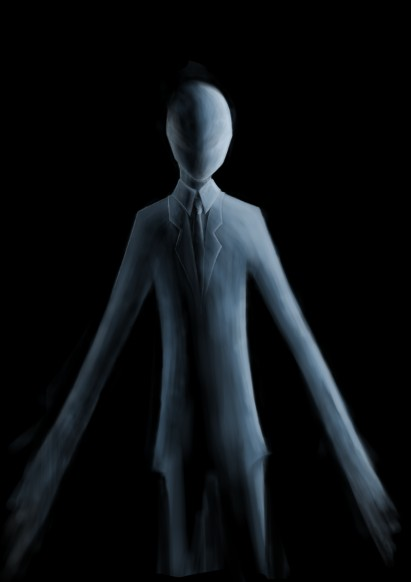
一張描繪瘦長人的畫

瘦長人是個虛構的超自然人物，於2009年由艾瑞克·克努森（Eric Knudsen，網名維克多·瑟吉〔〕）發布在網站「嚇人玩意」上，參加一場「超自然圖片」的Photoshop競賽。瘦長人的知名度很快提高:20，成為網路爆紅事物，許多有關瘦長人的粉絲繪圖、Cosplay和文章等紛紛出現。在大多數故事中，瘦長人的身材高瘦，有一對異常長、觸手似的手臂，以及一顆白色、沒有特徵的頭。服裝方面，他通常穿著一套深色的西裝，結著領帶。瘦長人往往與森林、野外或廢棄地點有所關連，而且有能力作瞬間移動:58-59。此外，在故事中，人們靠近瘦長人會導致強烈的偏執、噩夢、幻覺和流鼻血。
愛妮莎·E·懷爾（Anissa E. Weier）、摩根·E·蓋瑟（Morgan E. Geyser）與佩頓·路特娜（Payton Leutner）是三名12歲的女學生，她們就讀同一所學校，無重大不良紀錄。三人是朋友關係。懷爾與蓋瑟患有精神方面的疾病，在Creepypasta Wiki上了解了瘦長人，兩人對瘦長人堅信不疑，相信他會讀心術和瞬間移動，且住在希夸默根-尼古萊特國家森林中的府邸。兩人打算透過謀殺來成為瘦長人的手下，且擔心不殺人的話，瘦長人就可能會殺她們的家人，於是她們花了數個月計劃對路特娜的謀殺行動。

## 案發經過
該起案件發生在2014年5月31日。三人在案發前一夜睡在一起，懷爾與蓋瑟原本計劃趁著路特娜睡覺時動手：先讓被害者無法出聲，刺她脖子，接著逃跑。不過兩人最後沒有實行這項計劃，因蓋瑟想讓路特娜再活過一天。兩人選擇在當地公園的洗手間下手。她們先將路特娜引誘至公園，接著在森林中展開一場追逐，最後路特娜的手臂、腿部和軀幹被懷爾與蓋瑟用長13公分的菜刀刺了19刀。最嚴重的兩刀中，一刀離路特娜的心臟不到1毫米，另一刀則貫穿橫膈膜，傷及肝臟和胃。兩人告訴路特娜她們會幫她求救，就此揚長而去。路特娜一路爬到附近的馬路旁，被一名自行車騎士發現。
後來，懷爾與蓋瑟在94號州際公路附近被捕。拿來當凶器的刀子在兩人攜帶的袋子中查獲。兩人表示自己對刺傷好友的行為感到愧疚，但稱這是為了安撫瘦長人所必需之舉。路特娜於案發6天後出院，並於2014年秋天回到學校繼續學業。

## 判決
儘管兩人被診斷出有精神方面疾病，但依舊被以成人的身份依一級蓄意謀殺罪起訴，面臨65年的徒刑。一名專業人士在法庭上作證說，蓋瑟稱自己還與佛地魔和忍者龜之一聊過天。2014年8月1日，蓋瑟經判定無法接受審判，對她的起訴暫緩，直到她好轉為止。到了11月12日，一名醫師判斷，蓋瑟已康復到足以接受審判的程度。12月19日，法官裁定兩人都有能力接受審判。2015年8月，主審法官裁定這兩名女孩將以成年人的身份受審，兩人的審判將分開進行。
2017年8月21日，已經15歲的懷爾承認自己犯下了二級謀殺罪，但稱自己無須對在瘋狂情況下犯下的罪行負責。雖然檢察官表示她當時知道自己在做錯事，但陪審團確定她在犯案時患有精神疾病。若被定罪，她就得面臨10年的監禁，而無罪的話也得在精神病院待至少3年。12月21日，沃基肖郡法官麥可·柏倫（Michael Bohren）判處當時已16歲的懷爾必須被迫接受至少3年的精神治療，並接受監控直到她40歲為止。2018年2月1日，美聯社報導，蓋瑟被判監禁在威斯康辛精神病院40年，接受至少3年的強制性治療，直到治療完成或40年期滿為止。

## 影響
該起案件在美國引起不小的騷動。案發過後，Creepypasta Wiki被全沃基肖郡學區封鎖。案發數天後，瘦長人的創作者克努森表示，「我對威斯康辛州發生的悲劇深感悲痛，也對受這件駭人慘劇影響的家庭深感同情」，並不願再就此事接受任何採訪。Creepypasta Wiki的管理員Sloshedtrain認為，這起刺傷案只是單一的案件，不能就此評斷Creepypasta社群。他也指出，Creepypasta Wiki是個文學性質的網站，謀殺與邪惡儀式內容一律不會出現。Creepypasta社群的成員於2014年6月13日至14日間舉辦了24小時的直播，為這起刺傷案的受害者募款。一個Creepypasta網站的管理員喬·喬茲沃斯基（Joe Jozwowski）表示，該直播的起因是社區成員想幫助受害者，並洗刷因喜愛恐怖事物而得來的汙名。
8月12日，威斯康辛州州長史考特·沃克宣布，8月13日星期三將是「紫色治癒之心日」（Purple Hearts for Healing Day），呼籲威斯康辛州的人們在這天穿上紫色衣服，紀念這起刺傷案的受害者路特娜。沃克也讚揚了路特娜在康復過程中展現的抵抗力與毅力。8月27日，在佩頓回學校繼續學業前幾天，威斯康辛州麥迪遜的一座城市舉行了為期一天的德國油煎香腸義賣，所得捐給路特娜當做醫療費用。該義賣活動由250位自願者促成，最後共籌得了超過7萬美元。
2014年，電視劇《法網遊龍：特案組》第16季的一集《Glasgowman's Wrath》靈感來自2014年發生的刺傷案。2016年，美國恐怖龐克樂團Haunted Garage推出了一張名為《瘦長人和其他詭異故事》（Slenderman and Other Strange Tales）的EP，其中包含一首以瘦長人和這起刺傷案為主題的歌曲。HBO影業製作了一部根據該事件改編的記錄片《當心瘦長人》，於2016年3月在美國西南偏南影展首映，並於2017年1月23日在HBO播出。2018年10月14日，一部受到該起刺傷案啟發的電影《林中的恐懼》（Terror in the Woods）在Lifetime電視台播出。美國編導歐文·艾格頓（Owen Egerton）在得知瘦長人刺傷案後開始研究兒童犯罪，最後創作了一部恐怖片《幻影》（又譯「不存在的朋友」），該片於2019年3月31日在Netflix上推出。

### 引發爭論
這起刺傷案引發眾人對網際網路的爭論，爭論點包含網路對社會或兒童的影響。威斯康辛州的警長羅素·傑克（Russell Jack）指出，這起刺傷案應該是「所有父母們的警鐘」，表示網路「充滿豐富資訊和精彩的教學或娛樂網站」，但也可能「充斥著黑暗且邪惡的東西」。聯邦調查局（FBI）的退休探員約翰·伊果哈夫（John Egelhof）認為，網路已經成了個「黑洞」，讓孩童們接觸到一個更為邪惡的世界。他建議，家長如果能持續追蹤孩子瀏覽的網站，並教導孩子分辨是非對錯的觀念，就能解決這種情況。不過，喬治亞大學教授雪拉·切絲（Shira Chess）表示，Creepypasta不會比吸血鬼或殭屍故事更危險，並認為Creepypasta網站能讓人們成為優質作家
經過此事件後，懷爾的父親比爾（Bill）強烈反對改編電影《瘦魔人》的上映，並譴責片商索尼影視娛樂「在延長這三個家庭（指兩名兇手和一名受害者的家庭）的痛苦」。一名女子艾莉森·帕里斯（Alison Perris）看完《當心瘦長人》後在網路平台上發起了請求索尼不要推出《瘦魔人》的請願，獲得近2萬人連署。帕里斯表示，「許多孩子不知道瘦長人是虛構的，這會傷害到他們」。雖然《瘦魔人》依舊於2018年在美國上映，但有連鎖電影院選擇不在威斯康辛州放映該片，避免造成傷害。